# Kizzuwatna
Kizzuwatna nebo Kizzuwadna je název starověkého anatolského království ve 2. tisíciletí před naším letopočtem. Nacházelo se na vysočině v jihovýchodní Anatolii, poblíž Iskenderunského zálivu, v dnešním Turecku. Bylo ohraničeno pohořím Taurus a řekou Ceyhan. Středem království bylo město Kummanni. V pozdější době byla stejná oblast známá jako Kilíkie.

## Země

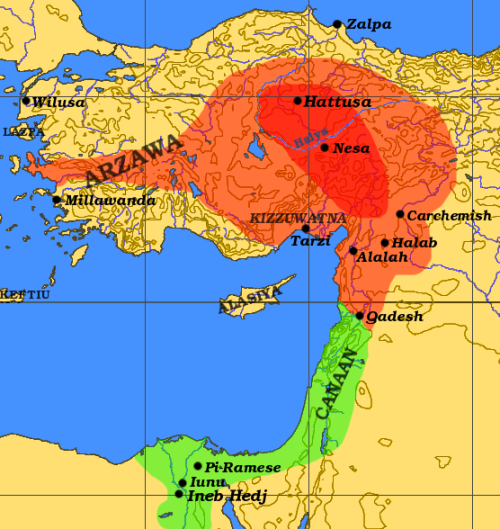
Chetitská říše (červená) nahrazuje Arzawu a Kizzuwatnu r. 1290 př. n. l. a hraničí s egyptským královstvím (zelená)

Země měla cenné zdroje, například stříbrné doly v pohoří Taurus. Svahy pohoří jsou stále částečně pokryty lesy. Každoroční zimní deště umožnily zemědělství v této oblasti velmi brzy (viz Çatalhöyük). Roviny na dolním toku řeky Ceyhan zajišťovaly hojně úrodná pole.

## Obyvatelé
V království Kizzuwatna koexistovalo několik etnických skupin. Churitté obývali tuto oblast nejméně od začátku 2. tisíciletí před naším letopočtem. Chetité a Luvijci žili v jihovýchodní Anatolii. Luvijský jazyk byl součástí indoevropské jazykové skupiny, s úzkými vazbami na chetitštinu. Jak místní Chetité, tak i Luvijci pravděpodobně přispěli k formování nezávislé Kizzuwatny po oslabení chetitské říše.
Puduhepa, královna chetitského krále Hattusiliho III. Pocházela z Kizzuwatny, kde byla kněžkou. V Chattušaši byl objeven korpus náboženských textů zvaný rituály Kizzuwatny. Předpokládá se, že je nejstarším zachovalým indoevropským rituálním korpusem.

## Historie
Král Sargon Akkadský tvrdil, že dosáhl pohoří Taurus (stříbrné hory) ve 23. století před naším letopočtem. Archeologie však zatím nepotvrdila žádný akkadský vliv v této oblasti.
Obyvatelé Kizzuwatny byli mistři, důlní odborníci a kováři. Jako první začali zpracovávat „černé železo“, o kterém se předpokládá, že bylo železem meteorického původu, do zbraní, jako jsou palcáty, meče a hlavice pro oštěpy.
Po pádu chetitské říše se v oblasti bývalé Kizzuwatny vynořilo neochetitské království Quwê neboli Hiyawa.

### Králové
- Pariyawatri
- Isputahsu / Išputahšu
- Paddatisu / Paddatišu
- Pilliya
- Sunassura I / Šunaššura I
- Talzu